# Hawker Siddeley Nimrod
Hawker Siddeley Nimrod là một loại máy bay tuần tra biển được Anh chế tạo và sử dụng.

## Quốc gia sử dụng
Anh Quốc
- Không quân Hoàng gia

## Tính năng kỹ chiến thuật
Dữ liệu lấy từ Wilson
Đặc điểm tổng quát
- Tổ lái: 12
- Sức chuyên chở: 24
- Chiều dài: 38,65 m (126 ft 9 in)
- Sải cánh: 35 m (114 ft 10 in)
- Chiều cao: 9,14 m (31 ft)
- Diện tích cánh: 197,05 m² (2.121 sq ft)
- Trọng lượng rỗng: 39.009 kg (86.000 lb)
- Trọng lượng cất cánh tối đa: 87.090 kg (192.000 lb)
- Động cơ: 4 × Rolls-Royce Spey kiểu turbofan, 54,09 kN (12.160 lbf) mỗi chiếc

 Hiệu suất bay 
- Vận tốc cực đại: 923 km/h (575 mph)
- Vận tốc hành trình: 787 km/h (490 mph)
- Tầm bay: 8.340–9.265 km (5.180–5.755 mi)
- Trần bay: 13.411 m (44.000 ft)

Trang bị vũ khí

- Súng: Không
- Giá treo: 2× giá treo dưới cánh và khoang quân giới trong thân tải được 20.000 lb (9.100 kg) và kết hợp mang được:
  - Rocket: Không

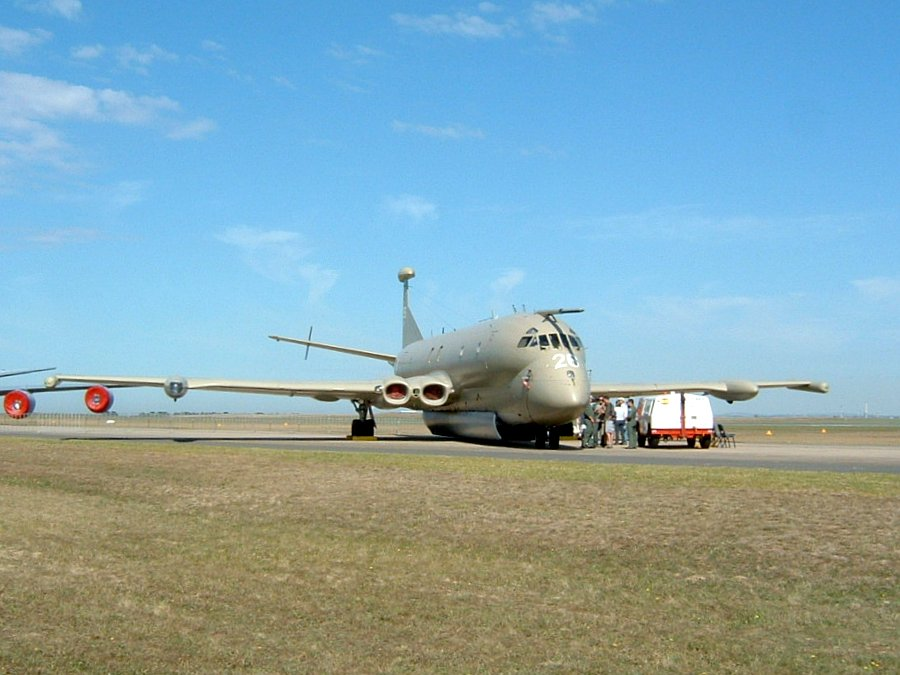
Nimrod MR2 thuộc RAF tại Sân bay Avalon, Australia, 2005

  - Tên lửa: ***Tên lửa không đối không: 2× AIM-9 Sidewinder
    - Tên lửa không đối diện: Nord AS.12, tên lửa Martel, AGM-65 Maverick, AGM-84 Harpoon

  - Bom: ***Bom chìm, bom chống ngầm hạt nhân B57 (tới năm 1992)[3]
  - Khác: ***Ngư lôi Mk.46, ngư lôi Sting Ray
    - Mìn
    - Sonobuoy